# Synodontis
Synodontis är ett släkte malartade fiskar som ingår i familjen Mochokidae. De förekommer i sötvatten på hela det afrikanska fastlandet söder om Sahara, samt på några av öarna utanför, exempelvis Zanzibar. Arterna varierar mycket i storlek, från 4 cm för den minsta, till 80 cm för den största.

## Arter i alfabetisk ordning
Släktet omfattar 131 arter. En hel del av dem är ganska vanliga som akvariefiskar, och har därför svenska trivialnamn:
| - Synodontis acanthomias - Synodontis acanthoperca - Synodontis afrofischeri – Fischer's Viktoria-mal - Synodontis alberti – Alberts synodontis - Synodontis albolineatus - Synodontis angelicus – Vitprickig synodontis - Synodontis annectens - Synodontis ansorgii - Synodontis arnoulti - Synodontis aterrimus – Nätsynodontis - Synodontis bastiani - Synodontis batensoda - Synodontis batesii - Synodontis brichardi – Brichards synodontis - Synodontis budgetti - Synodontis camelopardalis – Giraffmönstrad synodontis - Synodontis carineae - Synodontis caudalis – Piskstjärtssynodontis - Synodontis caudovittatus - Synodontis centralis - Synodontis clarias – Rödstjärtad synodontis - Synodontis comoensis - Synodontis congicus - Synodontis contractus - Synodontis courteti - Synodontis cuangoana - Synodontis decorus – Clownsynodontis - Synodontis dekimpei - Synodontis depauwi - Synodontis dhonti - Synodontis dorsomaculata - Synodontis eupterus – Fjäderfens synodontis - Synodontis filamentosus - Synodontis flavitaeniatus – Orangerandig synodontis - Synodontis frontosa - Synodontis fuelleborni - Synodontis geledensis - Synodontis gobroni - Synodontis grandiops - Synodontis granulosus – Småprickig synodontis, pyjamasmal - Synodontis greshoffi - Synodontis guttatus - Synodontis haugi - Synodontis ilebrevis - Synodontis irsacae - Synodontis iturii - Synodontis katangae - Synodontis khartoumensis - Synodontis koensis - Synodontis kogonensis - Synodontis laessoei - Synodontis leopardinus - Synodontis leopardus - Synodontis levequei - Synodontis longirostris – Långnosad synodontis - Synodontis longispinis - Synodontis lucipinnis - Synodontis lufirae - Synodontis macrophthalmus - Synodontis macrops - Synodontis macropunctatus - Synodontis macrostigma - Synodontis macrostoma - Synodontis manni - Synodontis marmoratus | - Synodontis matthesi - Synodontis melanopterus - Synodontis melanostictus - Synodontis membranacea - Synodontis multimaculatus - Synodontis multipunctatus – Gökmal, göksynodontis - Synodontis nebulosus - Synodontis ngouniensis - Synodontis nigrita – Mörkfläckad synodontis - Synodontis nigriventris – Vändkölmal - Synodontis nigromaculatus - Synodontis njassae – Malawisynodontis - Synodontis notatus – Fläcksynodontis - Synodontis nummifer - Synodontis obesus - Synodontis ocellifer – Storfläckssynodontis - Synodontis omias - Synodontis orientalis - Synodontis ornatipinnis - Synodontis ornatissimus - Synodontis ouemeensis - Synodontis pardalis - Synodontis petricola – Dvärgsynodontis, pygmésynodontis - Synodontis pleurops - Synodontis polli - Synodontis polyodon - Synodontis polystigma - Synodontis pulcher - Synodontis punctifer - Synodontis punctulatus - Synodontis punu - Synodontis rebeli - Synodontis resupinatus - Synodontis ricardoae - Synodontis robbianus - Synodontis robertsi - Synodontis ruandae - Synodontis rufigiensis - Synodontis rukwaensis - Synodontis schall - Synodontis schoutedeni - Synodontis serpentis - Synodontis serrata - Synodontis smiti - Synodontis soloni - Synodontis sorex - Synodontis steindachneri - Synodontis tanganyicae - Synodontis tessmanni - Synodontis thamalakanensis - Synodontis thysi - Synodontis tourei - Synodontis unicolor - Synodontis vaillanti - Synodontis vanderwaali - Synodontis waterloti - Synodontis velifer - Synodontis vermiculatus - Synodontis victoriae - Synodontis violacea - Synodontis woleuensis - Synodontis voltae - Synodontis woosnami - Synodontis xiphias - Synodontis zambezensis - Synodontis zanzibaricus |